# Rocco Familiari
Rocco Familiari (Addis Abeba, 1939) è un regista teatrale, drammaturgo e saggista italiano.

## Biografia
Ottenne la maturità classica a sedici anni e la laurea in giurisprudenza a venti. Ha insegnato diritto del lavoro e legislazione sociale prima di occupare importanti ruoli di manager pubblico: dal 1961 al 2003 come dirigente generale dell'INPS, presidente dell'IPSEMA, presidente dell'INPDAP, presidente dell'Associazione europea degli enti previdenziali,  consigliere di amministrazione e presidente dell'organismo di vigilanza della BCC Roma. Ha scritto numerosi lavori di teoria giuridica e in materia previdenziale.
Ha ricoperto numerosi incarichi anche in campo culturale come direttore artistico del teatro Struttura di Messina, fondatore e direttore artistico del Festival internazionale del teatro di Taormina, consigliere di amministrazione dell'Ente teatrale italiano, dell'Istituto del dramma italiano, dell'Istituto nazionale del dramma antico e presidente del Comitato regionale RAI della Sicilia. 
Nel giugno del 2005 il Presidente della Repubblica Italiana gli ha conferito la Medaglia d'argento ai benemeriti della scuola, della cultura e dell'arte per l'impegno nella promozione e valorizzazione della cultura teatrale italiana. Nel 2016 il Festival internazionale Teatro romano di Volterra gli ha assegnato il Premio Tommaso Fedra Inghirami alla carriera. Nello stesso anno, è stato uno dei vincitori del Premio "Pianeta azzurro", nella sezione teatro, conferitogli presso il Centro internazionale di scultura contemporanea "Pianeta azzurro" di Fregene. Nel 2023 ha ricevuto il premio dell’Associazione “Antonello da Messina e il “Tiglio d’oro” dal Comune di Sant’Alessio d’Aspromonte.
Importante anche la sua attività di collezionista di pitture sotto vetro e soprattutto di arte espressionista tedesca. Quest’ultima raccolta, oltre una sessantina di opere dei maggiori esponenti del Movimento, è stata acquisita di recente dall’ Imago Museum di Pescara; lo stesso  Museo ha acquisito anche le opere di Giacinto Cerone e Giosetta Fioroni, da lui possedute. 
Nel 2022, vince il premio Flaiano per la miglior regia teatrale con l'opera L'odore.
Nel 2023 ha donato al Comune di Melito Porto Salvo (RC) per la realizzazione di una  “Casa della Cultura” intitolata al figlio Pietro, la sua biblioteca di circa 7 mila volumi, 80 opere d’arte contemporanea e un centinaio di reperti archeologici della Magna Grecia.

## Opere principali

### Teatro
- Ritratto di spalle, monodramma, Scheiwiller (All'insegna del pesce d'oro), 1977, 1000 copie numerate
- Don Giovanni e il suo servo, dramma in due atti, Casa Usher, 1982, (Premio IDI per la drammaturgia)
- Herodias e Salome, dramma in due atti, in Ridotto, n. 3/4, 1988
- Il presidente, dramma in due atti, prefazione di Krzysztof Zanussi, Shakespeare and Company, 1992
- La prova d'amore e altri testi, introduzione di Ugo Ronfani, Shakespeare and Company, 1993
- Orfeo e Euridice, dramma in due tempi (in prosa e in versi), con 19 pastelli di Giosetta Fioroni, edizione bilingue (italiano e inglese), Franco Maria Ricci, 2000
- Agata, dramma in due atti, in Sipario, n. 647/648, luglio 2003
- L'altra metà, commedia in due atti, in Primafila, n. 93, marzo 2003
- L'odore, dramma in due atti, in Sipario, n. 647/648, luglio 2003
- Teatro, prefazione di Krzysztof Zanussi, introduzione critica di Dario Tomasello, in appendice due scritti di Aldo Trionfo, Gangemi, 2008
- L’attesa Il dono, Editoria e spettacolo (postfazione di Dario Tomasello), 2022

### Romanzi e Saggi
- L'odore, romanzo, Marsilio, 2006 (“Prix du Premier Roman”, Chambery; Premio “Padula”, Acri), ripubblicato nella Universale Economica Feltrinelli-Marsilio nel 2020
- Il sole nero, romanzo, Marsilio, 2007 (Premio “Siderno”)
- Il ragazzo che lanciava messaggi nella bottiglia, racconti, 2011, Marsilio, (Premio “Joyce Lussu”)
- Il nodo di Tyrone, romanzo, Marsilio, 2014
- Karol Wojtyla, un drammaturgo papa, Shakespeare and Company, 1995, Premio per la saggistica, nello stesso anno, della Presidenza del Consiglio, tradotto in polacco e pubblicato su DIALOG, n. 6, 1997
- Il teatro italiano oggi: si può parlare di crisi?, in Libro dell'anno, Treccani, 2004
- Fragile bellezza, la pittura sottovetro dal XVI al XIX secolo, in FMR ART'È (NERA), n. 8, settembre 2005
- Magia nera, la grafica espressionista tedesca, in FMR ART'È (BIANCA), n. 3, 2008
- Il cardinale, le prefiche, il "codice" e l'"Horcynus", in L'illuminista, n. 25/26, gennaio-agosto 2009
- L'educazione sentimentale di un libertino, in L'illuminista, n. 28/29, 2010
- Il secolo espressionista nelle arti figurative, in L'illuminista, nn. 37/38/39, dicembre 2013
- Il teatro nel "secolo espressionista", in Teatro contemporaneo e cinema, n. 17 febbraio 2014
- (con Gigi Giacobbe) Il Teatro a Messina e Taormina negli anni ’70, Messina, 2016
- Per interposta persona, romanzo, Marsilio, 2017
- Donna Brigantia e altre storie, racconti, Marsilio, 2019

### Prefazioni, introduzioni, presentazioni
- - Realismo magico: un logo di successo, nel numero speciale de L’illuminista  (nn. 46/47/48, dicembre	2016) dedicato al Movimento
  - La satira nell’arte del Novecento, nel numero speciale de L’illuminista
  - I segni della satira dal ’60 a oggi, University Press – Sapienza, (nn. 58/59/60 gennaio dicembre 2021)
  - La dannazione dell’incipit e il sipario simbolo, in attualità Lacaniana, n. 33, 2023
  - Quale drammaturgia per il XXI° secolo?, in Prospectus, a cura di Moreno Fabbri, per la Collana di Drammaturgia diretta da Gianfranco Bartalotta, editore Pagine.
  - Un drammaturgo-papa: sul teatro di Karol Wojtyla, Studium 2024
- Introduzione a “Domenico Romeo Morisani” Vita e Arte del famoso basso calabrese, Città del Sole 2021, e in IlSecolod’Italia.it del 31.1.22